# Brassavola flagellaris
Brassavola flagellaris Barb. Rodr. 1881 là một loài lan biểu sinh trong chi Brassavola. Nó sống trong môi trường hoang dã ở miền đông Brasil.

## Hình ảnh

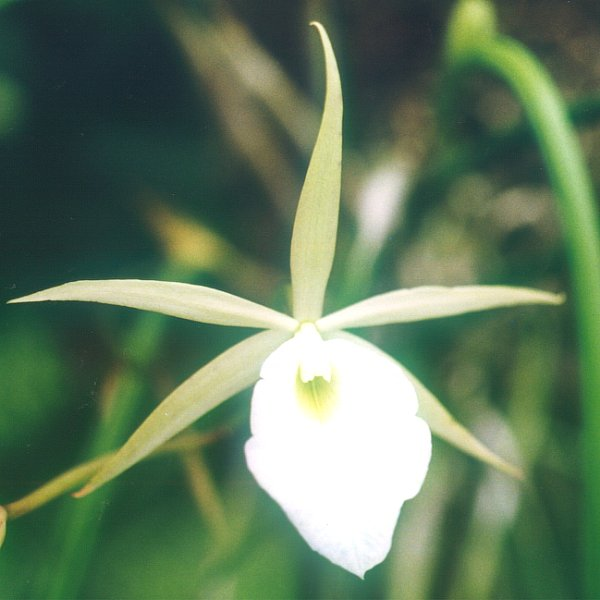
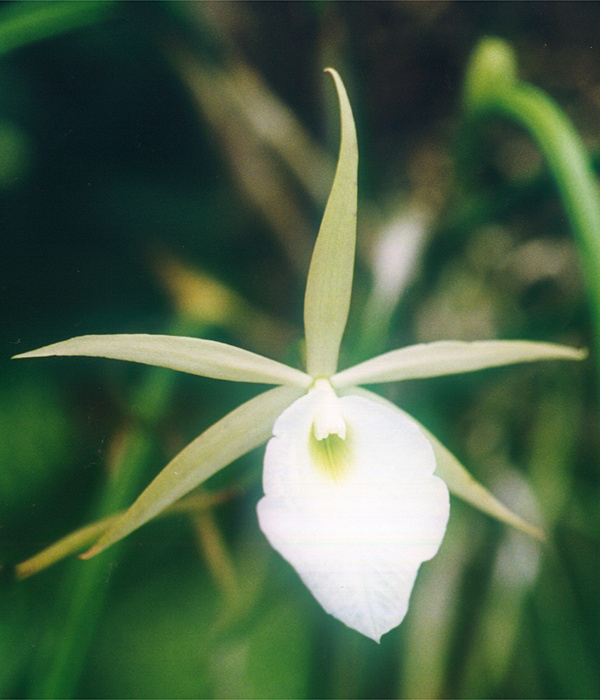
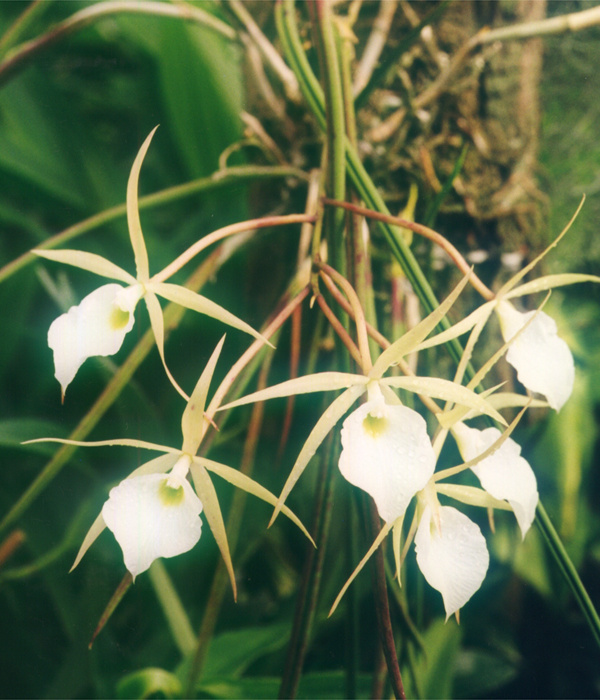
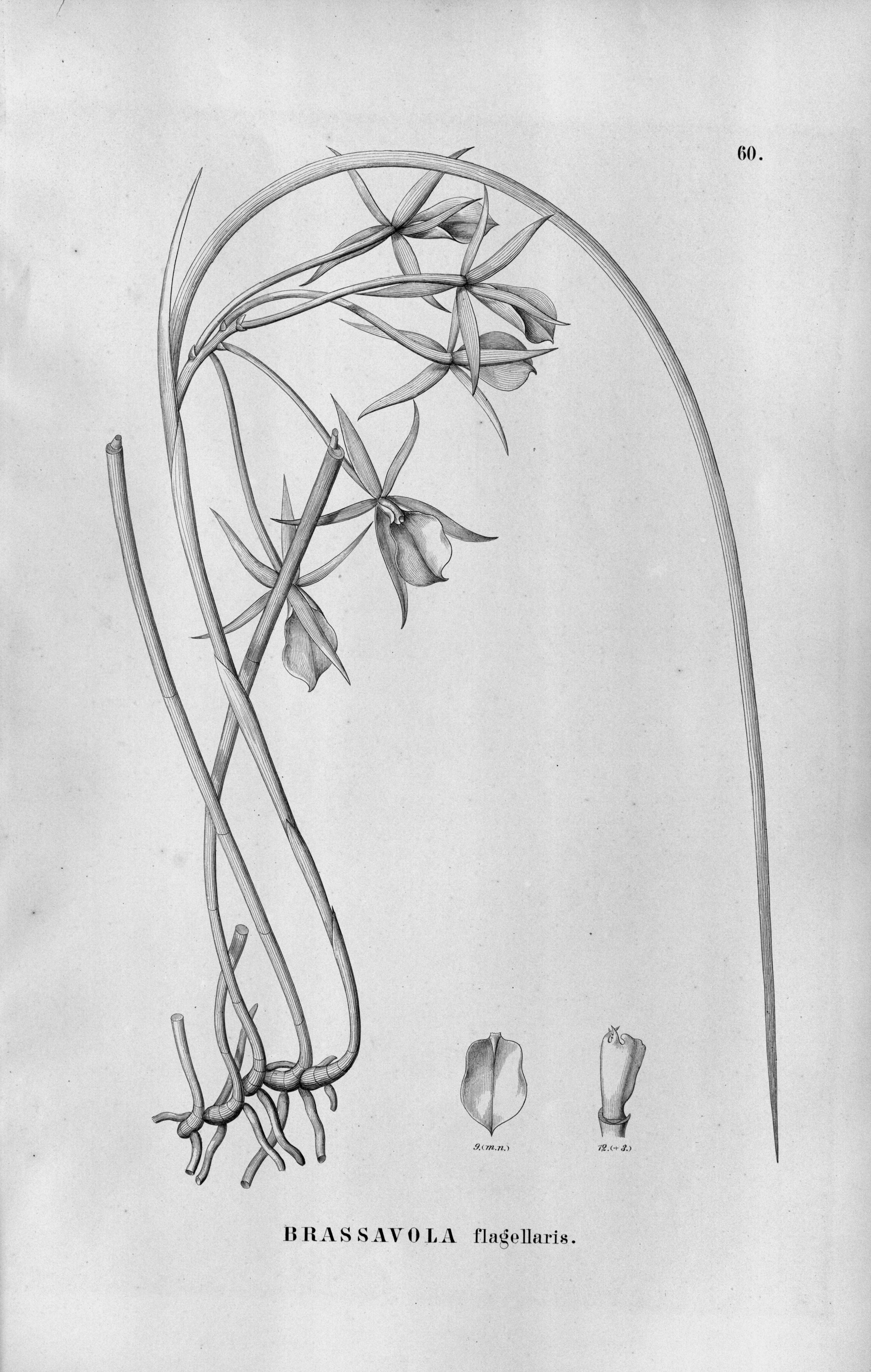